# FK Myrhorod
FK Myrhorod (ukr. Футбольний клуб «Миргород», Futbolnyj Kłub "Myrhorod") – ukraiński klub piłkarski z siedzibą w Myrhorodzie, w obwodzie połtawskim.

## Historia
Chronologia nazw:
- 19??—9 października 1997: FK Petriwci (ukr. ФК «Петрівці»)
- 9 października 1997—2000: FK Myrhorod (ukr. ФК «Миргород»)
- 2001—2005: ZemlaK Myrhorod (ukr. «ЗемляК» Миргород)
- 2005—...: FK Myrhorod (ukr. ФК «Миргород»)

Drużyna piłkarska FK Petriwci została założona we wsi Petriwci w rejonie myrhorodzkim w XX wieku. Zespół występował w rozgrywkach mistrzostw i Pucharu obwodu połtawskiego. W 1996 klub zgłosił się do rozgrywek Drugiej Lihi, Grupy B. W sezonie 1996/97 zajął czwarte miejsce. 9 października 1997 klub przeniósł się do siedziby władz rejonu Myrhoroda i zmienił nazwę na FK Myrhorod. W sezonie 1999/00 po zakończeniu rundy jesiennej zrezygnował z dalszych występów na szczeblu profesjonalnym. Klub został pozbawiony statusu profesjonalnego, a w pozostałych meczach uznano porażki techniczne -:+.
W 2001 został reaktywowany pod nazwą ZemlaK Myrhorod i występował w rozgrywkach mistrzostw i Pucharu obwodu połtawskiego. W 2005 przywrócił nazwę FK Myrhorod.

## Sukcesy
- Druha Liha, Grupa B:

4. miejsce: 1996/97
- Puchar Ukrainy:

1/32 finału: 1996/97